# Козиця (Вргораць)
Козиця (хорв. Kozica) — населений пункт у Хорватії, у Сплітсько-Далматинській жупанії у складі міста Вргораць.

## Населення
Населення за даними перепису 2011 року становило 56 осіб.
Динаміка чисельності населення поселення:

## Клімат
Середня річна температура становить 11,05 °C, середня максимальна – 24,37 °C, а середня мінімальна – -2,12 °C. Середня річна кількість опадів – 935 мм.
| Клімат поселення                              | Клімат поселення | Клімат поселення | Клімат поселення | Клімат поселення | Клімат поселення | Клімат поселення | Клімат поселення | Клімат поселення | Клімат поселення | Клімат поселення | Клімат поселення | Клімат поселення | Клімат поселення |
| Показник                                      | Січ.             | Лют.             | Бер.             | Квіт.            | Трав.            | Черв.            | Лип.             | Серп.            | Вер.             | Жовт.            | Лист.            | Груд.            |                  |
| Середній максимум, °C                         | 7,18             | 7,13             | 10,33            | 13,86            | 18,92            | 22,84            | 24,37            | 24,32            | 19,82            | 15,58            | 10,70            | 8,01             |                  |
| Середня температура, °C                       | 2,56             | 2,50             | 5,69             | 9,24             | 14,30            | 18,22            | 20,60            | 20,54            | 16,03            | 11,78            | 6,92             | 4,21             |                  |
| Середній мінімум, °C                          | −2,06            | −2,12            | 1,07             | 4,60             | 9,67             | 13,58            | 16,81            | 16,75            | 12,24            | 7,99             | 3,14             | 0,45             |                  |
| Норма опадів, мм                              | 82               | 74               | 76               | 79               | 65               | 60               | 41               | 55               | 77               | 103              | 120              | 103              |                  |
| Середньомісячна швидкість вітру, м/с          | 3.48             | 3.88             | 3.77             | 3.48             | 3.04             | 2.75             | 2.70             | 2.62             | 2.98             | 3.19             | 3.84             | 4.04             |                  |
| Середньомісячна сонячна радіація, кДж/м²·день | 5653             | 8229             | 11967            | 16077            | 19544            | 22470            | 24141            | 21388            | 16037            | 10545            | 6142             | 4806             |                  |
| --------------------------------------------- | ---------------- | ---------------- | ---------------- | ---------------- | ---------------- | ---------------- | ---------------- | ---------------- | ---------------- | ---------------- | ---------------- | ---------------- | ---------------- |
| Джерело:                                      |                  |                  |                  |                  |                  |                  |                  |                  |                  |                  |                  |                  |                  |